# John Poynting
John Henry Poynting (9. září 1852 – 30. března 1914) byl anglický fyzik. Byl profesorem fyziky na Mason Science College po dobu dvaceti let v období 1880 až 1900, a poté působil na University of Birmingham, kde setrval až do své smrti.

## Život
Poynting byl nejmladším synem Thomase Elforda Poyntinga, unitářského ministra. Narodil se na faře v Monton Unitarian Chapel v Eccles v Lancashire (jeho otec sloužil jako ministr od roku 1846 až do roku 1878). V mládí získal vzdělání v nedaleké školy provozované jeho otcem. V letech 1867 až 1872 absolvoval Owens College, nyní univerzita v Manchesteru, kde mezi jeho učitele fyziky patřili Osborne Reynolds a Balfour Stewart. Od roku 1872 do roku 1876 byl studentem na univerzitě v Cambridgi, kde získal vysoké vyznamenání za matematickou práci. V pozdních 70. letech 19. století pracoval v Cavendishově laboratoři v Cambridge pod Jamese Clerka Maxwella.
Objevil Poyntingův vektor, který popisuje směr a velikost elektromagnetického toku energie a je používán v Poyntingově větě, což je tvrzení o zachování energie pro elektrické a magnetické pole. Tato práce byla poprvé zveřejněna v roce 1884. Provedl měření Newtonovy gravitační konstanty pomocí inovativních prostředků v roce 1893. V roce 1903 byl první kdo si uvědomil, že sluneční záření může být tvořeno malými částicemi. Toto bylo později pojmenováno jako Poyntingův–Robertsonův jev.
Objevil torzní-prodlužovací spojení v konečném napětí pružnosti. To je nyní známé jako pozitivní Poyntingův jev v kruhu.
Poynting a nositel Nobelovy ceny J. J. Thomson byli spoluautory multisvazkové vysokoškolské učebnice fyziky, která byla v tisku asi 50 let a měla široké využití během první třetiny 20. století. Poynting sepsal větší část z nich.
Byl mu udělen čestný magisterský titul v roce 1901 na Birmingham University.
Poynting žil v 11 St Augustine Road v Edgbastonu se svou rodinou a zaměstnanci. Předtím bydlel v 66 Beaufort Road v Edgbastonu. Zemřel na diabetické kóma ve věku 61 let v 10 Ampton Road v Edgbastonu v roce 1914.

## Odkaz

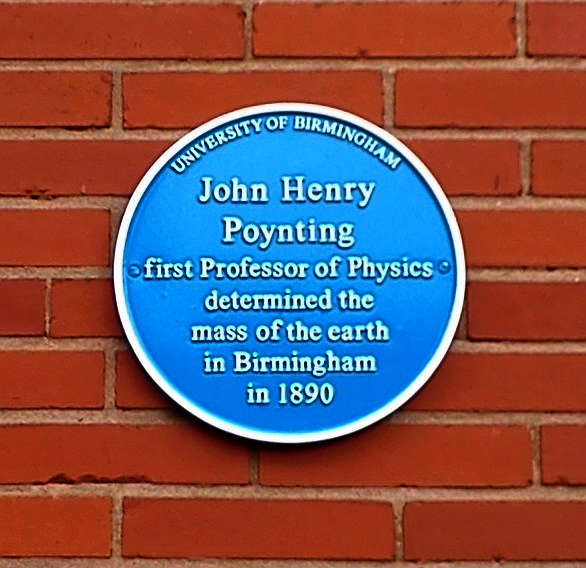
University of Birmingham - Poyntingova fyzikální budova - modrá deska

Krátery na Marsu a na Měsíci jsou pojmenovány na jeho počest, podobně jako hlavní fyzikální budova University of Birmingham a oddělení společnosti, Poyntingovy fyzikální společnosti.

## Díla J. H. Poyntinga
- 1884 A Comparison of the Fluctuations in the Price of Wheat and in the Cotton and Silk Imports into Great Britain, Journal of the Royal Statistical Society; 47, 1884, pp. 34–64
- 1911 A Text-book of Physics: volume III: Heat London, C. Griffin
- 1913 The earth; its shape, size, weight and spin Cambridge University Press
- 1914 A Text-book of Physics: Electricity and Magnetism.Pts.I and II: Static electricity and magnetism London, C. Griffin
- 1920 Collected Scientific Papers Cambridge University Press